# کرتکی
کـِرتَکی یا کـِرته سرده‌ای از گیاهان علفی از تیرهٔ گندمیان (چمنیان) است.
کرتکی ارزش خوبی از دیدگاه بیابان‌زدایی دارد.
این جنس در ایران یک گونه گیاه گندمی چندساله به نام کرتکی (Desmostachya bipinnata) دارد که در سرزمین‌های خشک ایران در استان‌های سیستان و بلوچستان و جنوب کرمان و هرمزگان می‌روید.
این گیاه در عراق، افغانستان، پاکستان، شمال آفریقا، فلسطین، هندوستان، هندوچین و تایلند نیز می‌روید.